# Krążowniki lekkie typu Kuma
Krążowniki lekkie typu Kuma – seria japońskich krążowników lekkich o wyporności 5500 ton z okresu międzywojennego i II wojny światowej, składająca się z pięciu okrętów: „Kuma”, „Tama”, „Kiso”, „Ōi” i „Kitakami”.

## Tło i budowa
Prace nad nowym typem lekkiego krążownika, który miał rozwiązać problemy typu Tenryū jakimi były niedostateczna prędkość i uzbrojenie, rozpoczęły się jeszcze w trakcie budowy tych okrętów. Okręty typu Kuma miały większą wyporność wynoszącą 5500 ton, dłuższe kadłuby i rozwijały prędkość 36 węzłów, przez co mogły efektywniej wypełniać zadanie swoich poprzedników, jakim było dowodzenie flotyllami niszczycieli.
Okręty typu Kuma posiadały niewielkie nadbudówki dziobowe, za którymi były umieszczone maszt z pomostem służącym do kierowania ogniem i reflektorami. Pas burtowy posiadał pancerz wewnętrzny o grubości 25 mm i zewnętrzną płytę o grubości 38 mm. W założeniu projektantów pancerz miał wytrzymać uderzenie pocisku kalibru 102 mm.

## Uzbrojenie
Pierwszy lekki krążownik typu Kuma wyposażony były w siedem pojedynczych armat kalibru 140 mm, z czego cztery armaty znajdowały się na pokładzie dziobowym (dwie armaty po jednej z każdej strony nadbudówki) a reszta na rufie. Ta konfiguracja artyleryjska została powielona na reszcie okrętów tego typu. Do kierowania ogniem służył dalocelownik umieszczony na szczycie trójnożnego masztu przedniego oraz dalmierze umiejscowione między drugim a trzecim kominem. Oryginalne uzbrojenie przeciwlotnicze składało się z dwóch pojedynczych dział kalibru 80 mm umieszczonych przy pierwszym kominie oraz dwóch karabinów maszynowych kalibru 6,5 mm. W oryginalnej konfiguracji okręty tego typu wyposażone zostały w cztery dwururowe wyrzutnie torpedowe. Z powodu ustawienia wyrzutni, z każdej burty można było jednocześnie wystrzelić tylko cztery torpedy.

## Modyfikacje podczas służby
Krążowniki o wyporności 5500 ton poddano serii modyfikacji w latach 1931–1941 i dotyczyły głównie pokładowego wyposażenia lotniczego, uzbrojenia przeciwlotniczego oraz modyfikacji nadbudówek. Do czasu rozpoczęcia wojny na Pacyfiku w 1941 oryginalne armaty kalibru 80 mm zastąpiono najpierw sprzężonymi podwójnie karabinami maszynowymi kalibru 13 mm, następnie działami typ 96 kalibru 25 mm. Karabiny maszynowe kalibru 6,5 mm zastąpiono bronią kalibru 7,7 mm. Nadbudówki dziobowe typu Kuma poddano modyfikacji w latach 1932–1934 i dodano wieżyczki dalmierza. Po wprowadzeniu modyfikacji okazało się, że wyporność zwiększyła się do 7000 ton, co zmniejszyło prędkość maksymalną i stateczność, przez co konieczne stało się zamontowanie dodatkowego balastu. 25 sierpnia 1941 roku „Ōi” i „Kitakami” sprowadzono do Sasebo, gdzie miały zostać przekonwertowane na krążowniki torpedowe. Ostatecznie każdy z dwóch krążowników uzbrojono w dziesięć poczwórnych wyrzutni torped.

## Okręty
Z pięciu lekkich krążowników typu Kuma tylko „Kitakami” dotrwał do końca wojny na Pacyfiku.
- „Kuma” – ukończony 31.08.1920 roku, „Kuma” uczestniczył w inwazji na Filipiny, po czym pozostał w składzie lokalnych sił obrony. Po włączeniu do Floty Obszaru Południowo-Zachodniego wspierał obronę Holenderskich Indii Wschodnich. W październiku i listopadzie 1943 roku „Kuma” przechodził modernizację w Singapurze. 11 stycznia 1944 roku został zatopiony przez brytyjski okręt podwodny „Tally Ho”.
- „Tama” – ukończony 29.01.1921 roku, „Tama” i „Kiso” rozpoczęły działania bojowe podczas wojny na Pacyfiku w składzie Sentai 21 i przez znaczną część kariery służył razem. W czerwcu 1942 „Tama” operował w składzie zespołu inwazyjnego w czasie kampanii na Aleutach. W 1943 roku w trakcie bitwy morskiej koło wysp komandorskich „Tama” wystrzelił 136 pocisków kalibru 140 mm oraz cztery torpedy samemu będąc trafionym dwoma pociskami kalibru 127 mm. 29 lipca „Tama” wraz z „Kiso” uczestniczyły w ewakuacji garnizonu z wyspy Kiska. Następnie „Tama” został wysłany na południowy Pacyfik, gdzie pełnił funkcję szybkiego transportowca. W październiku 1943 roku niedaleko Rabaul „Tama” przetrwał bliski wybuch bomby lotniczej. Pod koniec 1943 roku okręt trafił do Japonii na gruntowną modernizację. Po jej zakończeniu podjął zadania transportowe, kursując na wyspy Bonin i bronił wysp macierzystych. W październiku 1944 krążownik bronił Filipiny wraz z resztą floty przed inwazją amerykańską. 25 października uszkodzony przez torpedę lotniczą, został zatopiony przez łódź podwodną USS „Jallao” przy stracie całej załogi.
- „Kiso” – ukończony 4.05.1921 roku, w trakcie wojny przez większą część czasu działał wspólnie z „Tamą”. „Kiso” wyruszył z Japonii 27 października 1944 roku w celu wzmocnienia obrony Filipin, gdzie dotarł 10 listopada. 13 listopada został zaatakowany przez amerykańskie samoloty pokładowe, które trafiły go trzema bombami wywołując duże straty w załodze, po czym zatonął 13 km. od Manilli.
- „Ōi” – ukończony 3.10.1921 roku, „Ōi” służył razem z „Kitakami” podczas wojny w składzie Sentai 9. Oba pozostały w wodach macierzystych Japonii do czasu bitwy pod Midway, gdzie zostały przydzielone do zespołu sił głównych, lecz nie wzięły bezpośredniego udziału w walce. W sierpniu „Ōi” i „Kitakami” przebudowano na szybkie transportowce, jako które wykonywały do marca 1943 roku, po czym zostały przydzielone do Floty Obszaru Południowo-Zachodniego gdzie pełniły podobne funkcje. 19 lipca 1944 roku „Ōi” został trafiony dwiema torpedami przez USS „Flasher”, po czym zatonął tego samego dnia.
- „Kitakami” – ukończony 15.04.1921, „Kitakami” służył w czasie wojny z „Ōi” w Sentai 9. 27 stycznia 1944 roku został uszkodzony torpedami przez HMS „Templar”. Po ukończeniu napraw i powrocie do Japonii rozpoczęła się konwersja krążownika na okręt-bazę torped Kaiten, lecz z powodu braku paliwa, rzadko wypływał w morze. Po wojnie pełnił funkcję bazy remontowej dla jednostek prowadzących działania repatriacyjne. Został zezłomowany w latach 1946–1947.